# Nikołaj Michajłowski

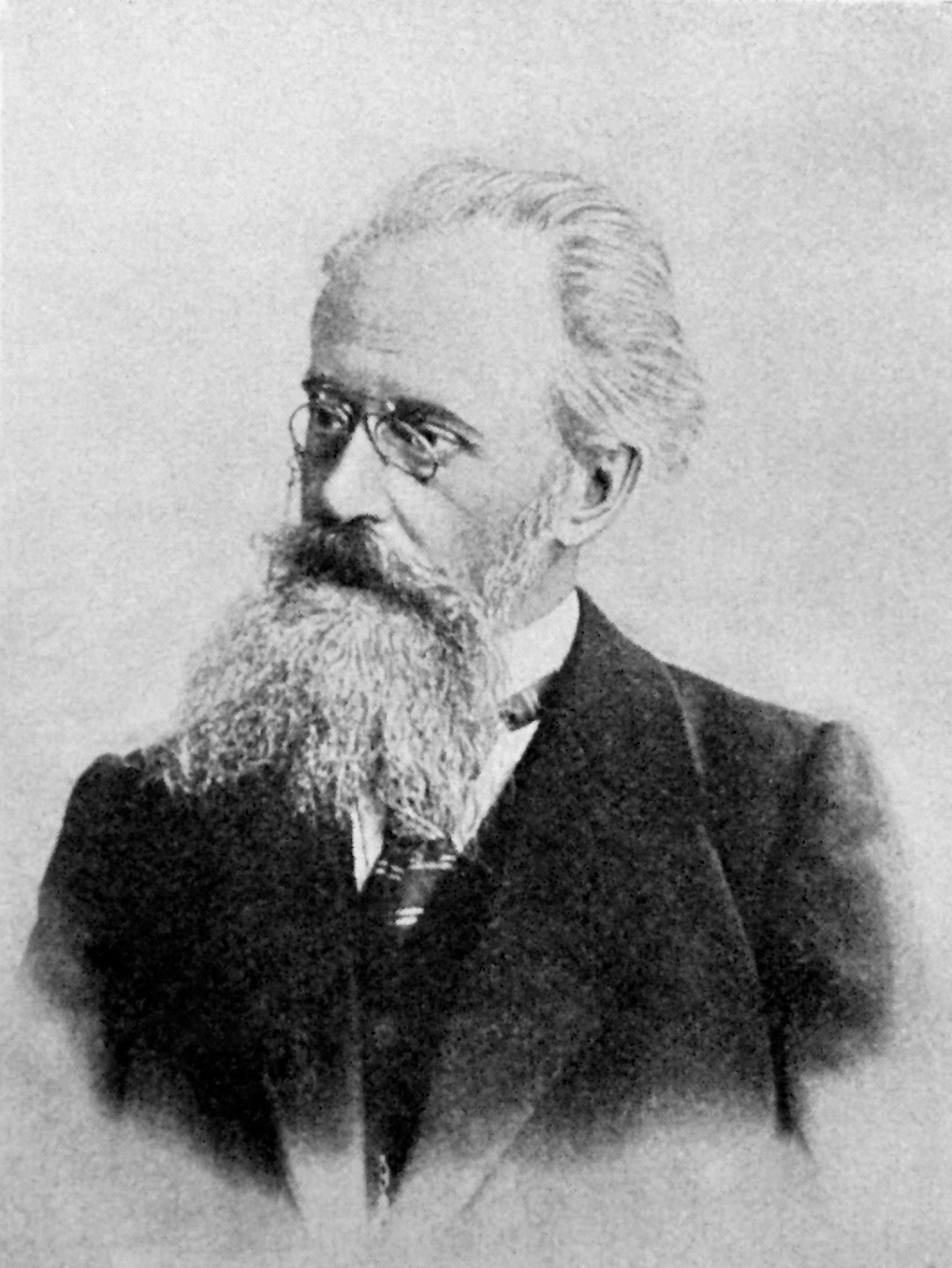
Nikołaj Michajłowski

Nikołaj K. Michajłowski (1842–1904) – rosyjski socjolog, publicysta i krytyk literacki. Był współtwórcą (razem z Piotrem Ławrowem) tzw. socjologii subiektywnej, a także jednym z głównych ideologów narodnictwa. 

## Życiorys
Nikołaj Michajłowski urodził się 27 listopada 1842 roku w Mieszczowsku (obwód kałuski). W 1879 roku opublikował cykl artykułów Politiczeskije piśma socyalista, w których uzasadniał konieczność stosowania terroru w celu zdobycia wolności politycznej. Był współtwórcą tzw. subiektywnej socjologii, zakładającej, że czynnik subiektywny – ludzka wola – może świadomie i skutecznie kierować procesem rozwoju historycznego. "Subiektywizm socjologiczny" pozostawał w opozycji do "obiektywizmu socjologicznego", zwłaszcza koncepcji H. Spencera i darwinistów społecznych. Jako krytyk literacki Michajłowski kontynuował tradycje krytyki publicystycznej N. Czernyszewskiego i N. Dobrolubowa, oceniał twórczość pisarzy pod kątem przydatności społecznej ich dzieł. Pozostawił studia m.in. o Lwie Tołstoju, Fiodorze Dostojewskim, G. Uspienskim, M. Sałtykowie-Szczedrinie. Był redaktorem naczelnym czasopism "Otieczestwiennyje zapiski" (od 1878) i "Russkoje bogatstwo" (od 1892). Zmarł 10 lutego 1904 roku w Petersburgu. 